# Oostelijke bruine kiekendief

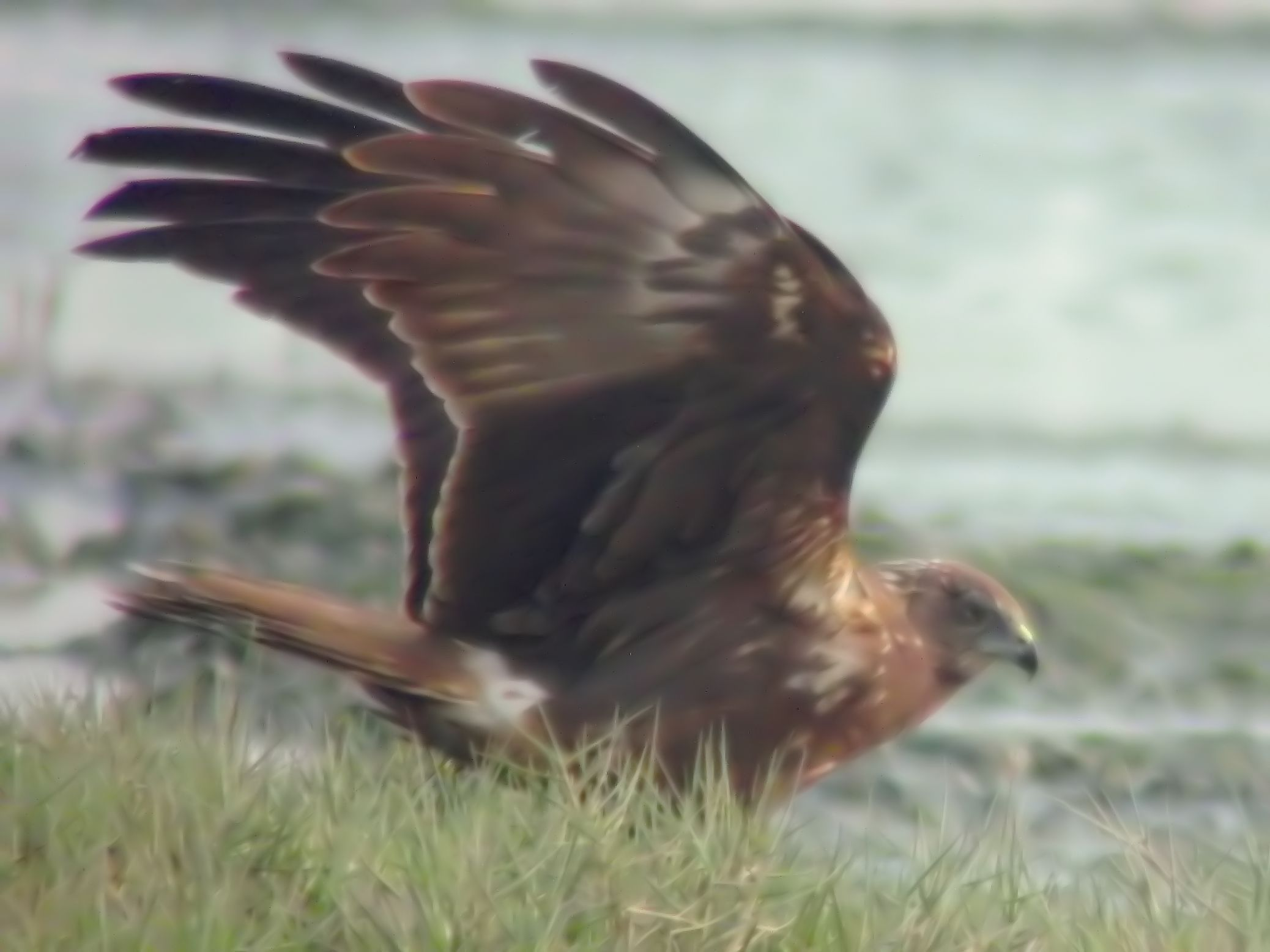
Opstijgende kiekendief in Hongkong

De oostelijke bruine kiekendief (Circus spilonotus) is een vogel uit de familie van havikachtigen (Accipitridae).

## Kenmerken
De vogel is 47 tot 55 centimeter lang en weegt 370 tot 780 gram. Het mannetje lijkt sterk op de reunionkiekendief (C. maillardi), maar is bleker en fijner gestreept. Het vrouwtje lijkt op de gewone bruine kiekendief maar heeft geen gele vlek en een gestreepte kruin en nek. Onvolwassen vogels zijn lichter van kleur dan die van de bruine kiekendief. Overigens werd deze soort, net als de Afrikaanse bruine kiekendief (C. ranivorus), de Pacifische bruine kiekendief (C. approximans), de madagaskarkiekendief (C. macrosceles) en de  reunionkiekendief, als ondersoort beschouwd van de gewone bruine kiekendief.

## Verspreiding en leefgebied
Deze soort komt voor van centraal Siberië tot noordoostelijk China en Japan. Net als bij de gewone bruine kiekendief bestaat het leefgebied van de vogel uit draslanden met veel riet. Meestal in zoet water, maar ook in brakwater lagunes, meestal in laagland. In Azië komt de vogel ook voor in berggebieden tot op 2000 m boven de zeespiegel en buiten de broedtijd soms in bosgebieden die nog hoger kunnen liggen. Honderden individuen kunnen buiten de broedtijd bij elkaar gezien worden in uitgestrekte rietlanden waarin ze overnachten.

## Status
De grootte van de wereldpopulatie is in 2001 geschat op 40-60 duizend volwassen vogels. men veronderstelt dat de soort in aantal stabiel is. Om deze redenen staat de oostelijke bruine kiekendief als niet bedreigd op de Rode Lijst van de IUCN.